# Marcel Brelot

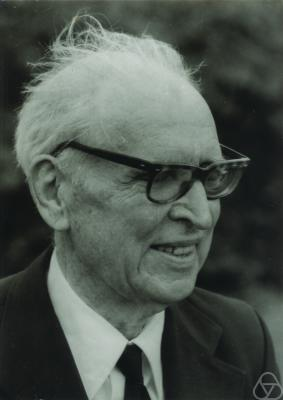
Marcel Brelot in Oberwolfach, 1984

Marcel Émile Brelot (* 29. Dezember 1903 in Châteauneuf-sur-Loire; † 3. August 1987 in Paris) war ein französischer Mathematiker, der sich mit Analysis beschäftigte, speziell mit Potentialtheorie.

## Leben und Wirken
Brelot studierte ab 1924 an der École normale supérieure (zusammen mit vielen der späteren Bourbakisten, er war aber häufig krank). Nach seiner Agrégation 1927 studierte er mit einem Rockefeller-Stipendium in Rom 1929/1930 bei Vito Volterra und danach 1930/31 in Berlin bei Erhard Schmidt. 1931 promovierte er. Danach war er beim CNRS, das damals unter dem Namen Caisse des Sciences neu geschaffen war sowie ein Jahr am Institut Français in Berlin. 1933 bis 1938 war er Chargé des Cours und dann Maître de conférences in Algier. Dort lernte er auch seine Frau kennen, die er 1933 heiratete. 1938 bis 1942 war er Professor in Bordeaux und dann zwei Jahre in Grenoble, wo er die Annales de l´Institut Fourier mit Louis Néel gründete. Ab 1953 war er in Paris, zunächst als (wie damals noch bei einem solchen Wechsel in die Hauptstadt üblich) Maître de conférences, dann als Professor. Ab 1956 hatte er in Paris ein bald international sehr einflussreiches Seminar über Potentialtheorie, das er später mit Jacques Deny und Gustave Choquet führte. 1968 war er Gastprofessor in Buenos Aires, 1962 in Japan und 1959 und 1966 am Tata Institut in Bombay. Außerdem war er Gastprofessor an 10 Universitäten in den USA und Kanada.
Brelot befasste sich vor allem mit Potentialtheorie und entwickelte unter dem Einfluss von Bourbaki in der Nachkriegszeit bis 1957/8 eine Axiomatisierung der Theorie harmonischer Funktionen (Harmonische Räume von Brelot), später von Heinz Bauer und anderen weiterentwickelt. 1939 entwickelte er die PWB Methode (Perron-Wiener-Brelot) zur Lösung des Dirichlet-Problems und 1938 ein Konvergenztheorem für Subharmonische Funktion bis auf Mengen der inneren Kapazität Null. Von ihm stammen die Begriffe innere und äußere Kapazität (Capacité Interieure, Capacité Exterieure) und polare Mengen (Ensemble Polaire, als Ersatz für Mengen der inneren Kapazität Null) in der Potentialtheorie.
1974 wurde er korrespondierendes Mitglied der Académie des sciences, von der er auch vier Preise erhielt (Francoeur 1939, Saintour 1945, Carrière 1952, Servant 1968). Er war korrespondierendes Mitglied der Bayerischen Akademie der Wissenschaften. Er war Ritter der Ehrenlegion. 1960 war Präsident der französischen mathematischen Gesellschaft (Societé Mathématique de France) und er war 20 Jahre lang Sekretär des nationalen Komitees französischer Mathematiker.
Brelot hatte zwei Söhne. Sein Sohn Alain Brelot war Festkörperphysiker und starb 1974 bei einem Flugzeugunglück.

## Schriften
- Axiomatiques des fonctions harmoniques, 1965 (Kurs in Montreal)
- On topologies and boundaries in potential theory, Lecture Notes in Mathematics, 1970
- Éléments de la théorie classique du potentiel, 1959
- La théorie moderne du potentiel (de Gauss 1840 à 1952), Annales Inst. Fourier 1952

## Verweise
1. ↑  Marcel Brelot im Mathematics Genealogy Project (englisch)  abgerufen am 24. Januar 2024.
2. ↑  unabhängig von Antonie Frans Monna und Arne Beurling entwickelt

| Personendaten    | Personendaten                             |
| ---------------- | ----------------------------------------- |
| NAME             | Brelot, Marcel                            |
| ALTERNATIVNAMEN  | Brelot, Marcel Émile (vollständiger Name) |
| KURZBESCHREIBUNG | französischer Mathematiker                |
| GEBURTSDATUM     | 29. Dezember 1903                         |
| GEBURTSORT       | Châteauneuf-sur-Loire                     |
| STERBEDATUM      | 3. August 1987                            |
| STERBEORT        | Paris                                     |